# Open-Skies-Abkommen
Open-Skies-Abkommen (deutsch ‚offene/freie Lufträume‘) im Luftfahrtbereich sind internationale Vereinbarungen für die gegenseitige marktwirtschaftliche Liberalisierung des jeweiligen zivilen Luftfahrtsektors – verkörpert durch zivile Fluggesellschaften – zwischen den Vertragspartnern. Liberalisierte Landerechte, Streckenrechte, Kartellrechts-Vereinbarungen, Eigentumsbestimmungen etc. sind Teil dieser zivilen Verträge. Bei den Vertragsparteien handelt es sich meistens um souveräne Staaten oder, wie im Falle der EU, um supranationale Institutionen. Entscheidende Auswirkungen haben diese Vereinbarungen in erster Linie auf privatwirtschaftliche bzw. staatliche Fluggesellschaften der jeweiligen Länder und das damit verbundene Umfeld (Fluggäste, Flughafenbetreiber, Reiseveranstalter etc.). Aber überdies sind auch daraus resultierende wirtschaftliche, politische und kulturelle Aspekte nicht zu vernachlässigen. Weltweit gibt es zahlreiche Open-Skies-Abkommen zwischen einzelnen oder mehreren Ländern. Das bedeutendste Abkommen ist die Luftverkehrsvereinbarung zwischen der EU und den USA (englisch EU-US Open Skies Agreement).

## Open-Skies-Abkommen zwischen der EU und den USA
Die EU steht seit spätestens Anfang der 1990er Jahre in Verhandlungen mit den USA um den „jeweils ungehinderten Zugang zu den jeweiligen Lufträumen“ im Zivilbereich. Zwischen den USA und europäischen Ländern bestanden in diesem Zusammenhang individuelle Vereinbarungen. Allerdings stellten diese unterschiedlichen bilateralen Abkommen mit einzelnen EU-Mitgliedern nach einem EuGH-Urteil von 2002 einen Verstoß gegen allgemeines EU-Recht dar. Demnach ist das zwischen den USA und Großbritannien 1977 vereinbarte und 1995 modifizierte Bermuda-II-Abkommen – nach dem, neben anderen Bestimmungen, nur vier Airlines, nämlich British Airways, Virgin Atlantic, American Airlines und United Airlines vom Londoner Flughafen Heathrow in die USA und zurück fliegen dürfen – nicht mit EU-Recht vereinbar. Eine Neuregelung zugunsten eines einheitlichen Vertrages zwischen den USA und allen EU-Mitgliedsländern war also zwingend erforderlich.

### Ziele
Fluggesellschaften aus EU-Ländern sollten demnach uneingeschränkt alle US-Flughäfen anfliegen und von dort aus auch in Drittländer weiterfliegen dürfen. So durfte KLM bspw. bis dato keine Verbindung Amsterdam–Los Angeles mit anschließendem Weiterflug nach Mexiko-Stadt offerieren. Damit verbunden ist auch die Erlaubnis für ausländische Fluggesellschaften, inländische Flugstrecken im Ausland, sogenanntes ‚point-to-point flying‘, zu bedienen. So war es bspw. Lufthansa bislang nach US-Gesetz nicht erlaubt, die Strecke San Francisco-New York anzubieten, ohne dass diese Strecke Teil einer Flug-Verbindung nach Deutschland bzw. in den EU-Raum wäre. Der US-Gesetzgeber legte außerdem (in der 2003 modifizierten Fassung des Civil Aeronautics Act von 1938) die Obergrenze von stimmberechtigten Besitz-Anteilen ausländischer Investoren an US-Airlines mit 25 % der Gesamtanteilseigner fest, während die EU in den Verhandlungen dafür eine 49 %-Marge anstrebte und noch immer zu erreichen sucht – wie es im Air Commerce Act von 1926 in den USA schon einmal Gesetz war. Außerdem müssen nach US-Gesetz bislang der Vorsitzende und mindestens zwei Drittel des Board of Directors (Vorstand und Aufsichtsrat) einer US-Fluggesellschaft aus US-Bürgern bestehen. Andererseits durften US-Fluggesellschaften im EU-Raum Weiterflüge in Drittstaaten anbieten und US-amerikanischen Investoren war es erlaubt, sich mit bis zu 49 % der Gesellschaftsanteile an europäischen Luftfahrtunternehmen zu beteiligen. Von einem „Wettbewerb auf Augenhöhe“ zwischen den Ländern der EU und den USA konnte also keine Rede sein. Des Weiteren standen auch kartellrechtliche Fragen und Duty-free-Bestimmungen bei den Verhandlungen zur Debatte.

### Bedenken in den USA
Das Festhalten an bestehenden Gesetzen wurde von US-Seite unter anderem damit begründet, dass zivile Flugzeuge in den USA durch die Civil-Reserve-Air-Fleet-Bestimmung durch die Streitkräfte der Vereinigten Staaten zum Truppentransport eingesetzt werden können und dieser Umstand bei ausländischen Besitzverhältnissen zu Problemen führen könnte. Außerdem bestand für von US-Regierungsgeldern bezahlte Flugreisen der sogenannte Fly America Act, nach dem nur Fluggesellschaften in US-Besitz als Reisemittel gewählt werden durften. Weitere US-amerikanische Befürchtungen waren, dass US-Arbeitsplätze verloren gehen könnten, dass Ertragsgewinne ins Ausland abgeführt werden, dass die Sicherheitsstandards sinken oder dass nur noch gewinnbringende Strecken bedient werden könnten. Auch im Hinblick auf die Terroranschläge am 11. September 2001 stand und steht man drohenden ausländischen Eigentumsverhältnissen von US-Airlines sehr skeptisch gegenüber. Die Übernahme der britischen P&O-Reederei im Jahr 2006, und damit Eigentum und Verwaltung von 22 amerikanischen Seehäfen, darunter New York City, New Jersey, Philadelphia, Baltimore, New Orleans und Miami, durch DP World, ein emiratisches Investment-Unternehmen im Besitz der Regierung von Dubai, löste in den USA einen Sturm des Protests aus. Schließlich wurde DP World, trotz Unterstützung durch die Bush-Regierung, vom US-Kongress aus Furcht vor arabischen Besitzverhältnissen und zum Wohle der nationalen Sicherheit zum Weiterverkauf der Seehäfen, an Ports America, Inc., eine AIG-Tochter, gezwungen. In den USA sind die Demokratische Partei, einige der US-Airlines und die beteiligten Gewerkschaften die schärfsten Gegner eines Open-Skies-Abkommens. Befürwortet wird die Liberalisierung allerdings z. B. seit langem von United Airlines, die über das Star-Alliance-Netzwerk sehr eng mit Lufthansa kooperiert und immer mehr US-Airlines, die sich wirtschaftliche Vorteile erhoffen. Ein Anliegen der USA ist es, das Nachtflugverbot im EU-Raum zu lockern, da große amerikanische Kurier-Fluggesellschaften wie FedEx oder UPS auf Nachtflüge angewiesen sind. Darüber hinaus ist den USA ein Dorn im Auge, dass EU-Umweltminister ab 2012 auch den Luftverkehr in den EU-Emissionsrechtehandel einbeziehen wollen, wonach Fluggesellschaften, die in der EU starten oder landen Verschmutzungszertifikate kaufen müssen – was demnach auch für amerikanische Fluggesellschaften, die nach Europa fliegen, gelten würde.

### Bestrebungen der EU
Auf EU-Seite – für US-Airlines gelten im EU-Raum reziprok natürlich die entsprechenden Vorteile, wenn diese nicht sogar schon vor dem Abkommen gültig waren – wurden bei den Verhandlungen weniger die Nachteile als vielmehr für den Verbraucher entstehende Verbesserungen durch mehr Wettbewerb in liberalisierten Märkten gesehen. Hauptziele waren und sind die Erhöhung der ausländischen Beteiligungen an US-Fluggesellschaften, der unbeschränkte Zugang für EU-Fluggesellschaften zu Zielorten in den USA sowie die Öffnung des Inlandsflugbetriebs in den USA für EU-Fluggesellschaften.

### Verhandlungen um einen Open-Skies-Vertrag ab 2005 (Phase 1)
Im Juni 2004 wurden die ersten Verhandlungen um einen einheitlichen Vertrag vorerst als gescheitert erklärt, da die USA sich weigerten, Fluggesellschaften aus EU-Mitgliedsländern erweiterten Zugang zum zivilen US-Luftfahrtmarkt zu gewähren. Im Fachjargon spricht man beim für Ausländer zugelassenen Luftfahrt-Binnenmarkt eines Drittlandes von ‚Kabotage‘. Die Verhandlungen wurden allerdings nach 2004 wieder aufgenommen, und im November 2005 konnten sich die Parteien zumindest auf Vorschläge einigen, wenngleich auch keine Vereinbarungen getroffen wurden. Die Bush-Regierung hatte sich zwar für eine Erhöhung des erlaubten Anteils von ausländischen Beteiligungen an US-Airlines – einer der Verhandlungspunkte – eingesetzt, war aber mit ihrem Vorstoß am Kongress und dem protektionistischen Widerstand der demokratischen Opposition gescheitert. Im Februar 2007 fanden neue Verhandlungen zwischen der EU-Kommission und dem US-Verkehrsministerium, unter der Leitung von EU-Kommissar für Verkehr Jacques Barrot und US-Verkehrsministerin Mary Peters, statt. Am 22. Februar 2007 hat die EU-Kommission in einer Abstimmung der 27 EU-Verkehrsminister der Einigung zwischen EU und USA von Anfang März einstimmig zugestimmt.

### Vertrag von 2007 / 2008
Mit dem am 30. März 2008 in Kraft getretenen Open-Skies-Abkommen zwischen der EU und den USA ist es EU-Fluggesellschaften erlaubt, „von jedem Flughafen in der EU aus jede beliebige Stadt in den USA anzufliegen“, aber sie werden inländische Flugstrecken in den USA (noch) nicht bedienen dürfen. Außerdem, hieß es damals, solle auf den Transatlantik-Strecken die „Zahl der Flugpassagiere in den nächsten Jahren um 26 Millionen steigen“ und der Wettbewerb werde beachtlich zunehmen. Im Nachhinein betrachtet haben allerdings weder die Passagierzahlen noch die Anzahl der Transatlantikflug-Angebote stark zugenommen. Infolge der weltweiten Finanz- und Wirtschaftskrise wurden die transatlantischen Kapazitäten sogar zurückgefahren.
Ursprünglich hatte die Vereinbarung schon Ende Oktober 2007 wirksam werden sollen, aber die britische Regierung, die zunächst gedroht hatte, bei einer Abstimmung der 27 EU-Verkehrsminister am 27. März 2007 in Brüssel gegen den Pakt zu stimmen, hatte zum Schutz des Flughafens Heathrow um zeitlichen Aufschub gebeten. Im Rahmen des jährlich stattfindenden EU-USA-Gipfels unterzeichneten, u. a., die deutsche Bundeskanzlerin Angela Merkel, als amtierende EU-Ratspräsidentin, der EU-Kommissionspräsident José Manuel Barroso und der US-amerikanische Präsident George W. Bush das bindende Abkommen am 30. April 2007 in Washington, DC. Mit dem Vertrag wurde das U.S.-EU Joint Committee bestehend aus Vertretern der USA (Department of State, Department of Transportation, FAA, Department of Homeland Security, Transportation Security Administration, Department of Commerce, Industrievertreter, Umweltschutzvertreter) und der EU (EU-Kommission, Europäischer Auswärtiger Dienst, Vertreter der Mitgliedstaaten, ab 2011 Vertreter von Island und Norwegen, Industrievertreter) bezüglich weiterer Verhandlungen ins Leben gerufen.

### Weitere Verhandlungen ab 2008 (Phase 2)
In der sogenannten ‚zweiten Runde‘ (Phase 2) der Verhandlungen, die Mitte 2008 begann, sollten zunächst bis 2009, dann bis Ende 2010, zusätzliche Vereinbarungen, bspw. bezüglich harmonisierter Sicherheitsvorschriften und des Klimaschutzes, getroffen werden. Das Hauptziel der Europäer, die Aufstockung der erlaubten Beteiligung von Ausländern an US-Fluggesellschaften, wurde bislang nicht erreicht. Der US-amerikanische stellvertretende Assistant Secretary für Transport-Angelegenheiten, John Byerly, ließ im Dezember 2008 verlauten, dass eine diesbezügliche Lockerung „in absehbarer Zeit nicht geschehen wird“. Die Amerikaner hingegen, erzielten mit dem fortan unbeschränkten Zugang zum Flughafen Heathrow einen bedeutenden Erfolg. In den USA ging im Zuge des Abkommens im August 2007 die Fluggesellschaft Virgin America, ein Ableger der britischen Fluggesellschaft Virgin Atlantic, in San Francisco als amerikanische Inlands-Airline an den Start. Deren Gründer, Richard Branson, ein britischer Staatsbürger, darf allerdings nicht mehr als 25 % der Anteile halten. Die Freigabe für Virgin America war in den USA heftigst umstritten.
Unterdessen drohte die EU, und besonders Großbritannien, den USA wiederholt, das Open-Skies-Abkommen auszusetzen, falls die USA ihren Inlandsluftmarkt bis 2010 nicht für EU-Fluggesellschaften öffnen würden (Kabotage). US-Verhandlungsführer Byerly bemerkte hierzu allerdings Ende 2009 ablehnend, dass es auf US-Seite beim Thema Kabotage völlig ausgeschlossen sei, dass man sich „auch nur einen Millimeter bewegen“ werde und bezeichnete die europäischen Drohungen als kontraproduktiv. Gespräche der zweiten Runde fanden im Mai und September 2008 statt. Im Dezember 2008 traf man sich im Rahmen des Aviation Forum on Liberalisation and Labour (Luftfahrts-Forum zu Liberalisierung und Arbeit) in Washington, D.C.
Im Mai 2009 verabschiedete das U.S.-Repräsentantenhaus das Gesetz zur erneuten Bevollmächtigung der US-Luftfahrtbehörde FAA (Federal Aviation Administration Reauthorization Act of 2009), welches US-Besitzverhältnisse von amerikanischen Airlines sichert und unter anderem vorsieht, dass Wartungsarbeiten an US-amerikanischen Fluggesellschaften im Ausland (bspw. durch Lufthansa Technik in Frankfurt) durch die FAA kontrolliert werden sollen. Beides wird als Verstoß gegen das Open-Skies-Abkommen gewertet und könnte, sollte der US-Senat das Gesetz tatsächlich Anfang 2010 verabschieden, sogar zum Abbruch der Verhandlungen führen. Ende Juni 2009 fand in Brüssel im Rahmen des zweiten EU-US Aviation Forum on Liberalisation and Labour ein weiteres Treffen statt. Man einigte sich lediglich, die Verhandlungen bis Ende 2010 abzuschließen und vertagte sich auf ein Treffen in Washington D.C. im Oktober 2009. In Washington verständigte man sich jedoch darauf, das Tempo anzuziehen und die zweite Phase nun doch bis Ende 2009 abzuschließen, was allerdings nicht gelang. Von Seiten der EU hieß es, dass weder das FAA-Bevollmächtigungsgesetz noch die Inlandsflug-Regelungen in den USA zu einem Abbruch der Verhandlungen führen könnten, obwohl beide, von den USA bislang verweigerte, Punkte bei einem Treffen in Brüssel am 9. November weiterhin vorangetrieben worden seien. Die Verhandlungsrunden wurden am 25. März 2010 abgeschlossen, und das Second Stage Agreement wurde am 24. Juni 2010 in Luxemburg nach insgesamt acht Verhandlungstreffen seit dem Abkommen von 2007 unterzeichnet. Damit wurden die Errungenschaften des Vertrages von 2007 bestätigt. Der Vertragszusatz enthält Definitionen bezüglich der hohen Arbeitsstandards in der Luftfahrtindustrie dies- und jenseits des Atlantiks und betont die beidseitige Zusammenarbeit in Bezug auf den Umweltschutz. Des Weiteren erzielten die USA einen Schutz für US-Fluggesellschaften vor Nachtflugverboten in der EU.

### Vertragszusatz: Island und Norwegen 2011
Island und Norwegen wurden als Nicht-EU-Mitglieder am 21. Juni 2011 überraschend in den Vertrag aufgenommen, der damit für die USA und 29 europäische Nationen galt.

### Weitere Verhandlungen ab 2011
Seit Juni 2011 hat es weitere Verhandlungstreffen des US-EU Joint Committees gegeben:
- 22. Juni 2011 in Oslo:
Die USA bekräftigten ihre Ablehnung gegenüber der Einbeziehung von US-Fluggesellschaften in den EU-Emissionshandel. Die EU forderte in Bezug auf das One Stop Security Konzept (Sicherheitskontrolle nur am ersten Flughafen, keine weiteren Kontrollen bei Umstiegen bzw. Weiterflügen an anderen Flughäfen), dass nicht nur Passagiere, sondern auch sämtliches Personal an US-Flughäfen Sicherheitskontrollen durchlaufen müsse, was bislang nicht der Fall ist. Weitere Themen waren unter anderem Besitzverhältnisse bei Fluggesellschaften sowie Sicherheitsaspekte in Bezug auf den Fracht- und Post-Versand.[22]
- 8. Dezember 2011 in Washington, DC:
Die USA lehnten eine Einbeziehung von US-Fluggesellschaften in den EU-Emissionshandel ab. Lärm- und Umweltschutz, Sicherheitsaspekte, Besitzverhältnisse bei Fluggesellschaften, die Vergabe von Landeslots und Chapter 11 als mögliche Subventionsmaßnahme waren unter anderem weitere Themen des Treffens.[23]
- 30. Mai 2012 in Rom:
Die Parteien einigten sich auf die gegenseitige Akzeptanz der jeweiligen Sicherheitsprozeduren in Bezug auf den Luftfrachtverkehr. Themen waren US-Passkontrollstellen in Ländern der Golfstaaten für Reisende in die USA. Die USA lehnten Verhandlungen um Lockerungen der Besitzverhältnisse für US-Fluggesellschaften und das Thema Kabotage ab. Lärmschutz und die Vergabe von Landeslots waren unter anderem weitere Themen.[24]
- 15. Januar 2013 in Washington, DC:
Bis auf zwei Staaten, darunter Deutschland, hatten alle EU-Mitgliedsländer den Vertrag von 2008 zu diesem Zeitpunkt im eigenen Land ratifiziert. Eine Vorgehensweise zur baldigen Aufhebung der Beschränkung von Flüssigkeiten im Handgepäck von Passagieren wurde diskutiert. Die USA bekräftigten ihre Ablehnung in Bezug auf Änderungen der Regeln für Besitzverhältnisse von US-Fluggesellschaften. Einwanderungsformalitäten an US-Flughäfen und von den USA durchgeführte Einreisekontrollen in arabischen Ländern (pre-clearance), die Vergabe von Landeslots, Lärmschutz sowie der EU-Emissionshandel waren unter anderem weitere Themen.[25]
- 5. Juni 2013 in Reykjavík:
Kroatien wurde als neues EU-Mitgliedsland als neuer Vertragspartner präsentiert. Die EU erneuerte ihr Bestreben, die Regeln bezüglich der Besitzverhältnisse bei US-Fluggesellschaften (am Beispiel Delta Air Lines und deren Beteiligung von 49 % an Virgin Atlantic Airways) und der Kabotage zu ändern. Die EU zeigte sich in Bezug auf mögliche Wettbewerbsverzerrungen hinsichtlich der ab Januar 2014 in Abu Dhabi geplanten, sogenannten Pre-clearance-Einrichtungen der US-Einwanderungbehörde (am 26. Januar 2014 in Betrieb genommen) besorgt. Besorgniserregend seien zudem Pläne der US-Regierung, die Formalitäten für geplante Ausreisekontrollen (Fingerabdruckkontrolle der Passagiere etc.) in den USA durch die jeweiligen Fluggesellschaften durchführen zu lassen. Wartezeiten an US-Flughäfen für Passagiere und Crews, Lärmschutz, erlaubte Flüssigkeiten im Handgepäck und der Einsatz von Crewmitgliedern mit asiatischen Staatsangehörigkeiten zu Billiglöhnen der in Irland registrierten Norwegian Long Haul A/S auf Transatlantikflügen waren unter anderem weitere Themen.[26]

## Weitere Open-Skies-Verträge
- USA – Brunei/Singapur/Chile/Neuseeland (Mai 2001)
- USA – Volksrepublik China (Juli 2004)
- USA – Indien (Januar 2005)
- EU – Australien/Neuseeland (Juni 2005)
- USA – Vereinigte Arabische Emirate (April 2013)
- EU – Tunesien (Dezember 2017)